# Ophiomyia paramaura
Ophiomyia paramaura este o specie de muște din genul Ophiomyia, familia Agromyzidae, descrisă de Pakalniskis în anul 1994.
Este endemică în Lituania. Conform Catalogue of Life specia Ophiomyia paramaura nu are subspecii cunoscute.